# 王立造船学校
王立造船学校（Royal School of Naval Architecture）は、かつて存在したイギリス海軍の造船技師養成機関。
ユニバーシティ・カレッジ・ロンドンのNaval Architecture MSc課程が後継となっている。

## 概要
最初の造船学校（School of Naval Architecture）は1811年にポーツマスで開校し、1832年に閉鎖された。王立造船学校（Royal School of Naval Architecture、Royal School of Naval Architecture and Marine Engineering）は、造船技師養成のために1864年にサウス・ケンジントンに設立された。ポーツマスに短期間存在したSchool of Mathematics and Naval Construction（1848年 - 1853年）の校長であったジョセフ・ウーリーが設立したものである。
1873年にグリニッジ海軍大学校（Royal Naval College, Greenwich）に、1967年にユニバーシティ・カレッジ・ロンドンに移転した。卒業生の多くは海軍工兵隊（Royal Corps of Naval Constructors）に入隊した。
FRSNAは、Fellow of the Royal School of Naval Architectureの略称である。座標: 北緯51度29分02秒 西経0度00分18秒 / 北緯51.484度 西経0.005度